# Anton Rubinstein
Pour les articles homonymes, voir Rubinstein.
Ne doit pas être confondu avec Arthur Rubinstein, aussi un pianiste.
Anton Grigorievitch Rubinstein (en russe : Антон Григорьевич Рубинштейн), né le 28 novembre 1829 à Vikhvatinets (aujourd'hui nommé Ofatinți (en) ) (russe : Выхватинцы, Ofatinți, en Transnistrie, Moldavie) et mort le 20 novembre 1894 à Peterhof, est un pianiste, compositeur et chef d'orchestre russe.

## Biographie

### Enfance
Né dans une famille juive, Anton Rubinstein apprend tôt le piano de sa mère et à l'âge de 9 ans devient élève du célèbre pianiste français Alexandre Villoing. Il donne sa première représentation publique à l'âge de 9 ans et quelque temps plus tard son professeur l'emmène dans une tournée artistique en Europe. Ces concerts ont beaucoup de succès à Paris où il rencontre Franz Liszt et Frédéric Chopin, à Londres, puis dans différentes villes de Norvège, Suède, Allemagne et Autriche. Une critique d'Alfred Julius Becher dans l'Allgemeine Wiener Musik-Zeitung en 1842 renforça la réputation du jeune pianiste : « Le petit Rubinstein est un véritable phénomène. Un tel degré de culture technique à même pas onze ans est un miracle (même si, bien sûr, il lui reste encore beaucoup à apprendre), et avec cette jeunesse, quelques années feront une énorme différence. D'ici là, à quoi ce garçon remarquable ne pourra-t-il pas jouer ? ».
En 1844, Anton, sa mère et son frère, Nikolaï Rubinstein, s'installent à Berlin où il étudie la composition et la théorie avec Siegfried Dehn. Il rencontre alors Felix Mendelssohn et Giacomo Meyerbeer, qui le soutiennent. En 1846, il déménage à Vienne, où il enseigne, avant de retourner en Russie en 1848 où il travaille en tant que musicien chez la belle-sœur du Tsar, Elena Pavlovna.

### Carrière
Son premier grand opéra, Dmitri Donskoï, paraît en 1850, suivi par trois petits opéras sur les sujets des légendes populaires. En 1854, il fait une tournée en tant que pianiste, puis passe quelque temps à Nice avant de s'installer à Saint-Pétersbourg. Avec l'appui de la grande-duchesse Elena Pavlovna il y fonde en 1859 la Société musicale russe et trois ans plus tard le Conservatoire de Saint-Pétersbourg, première école de musique de Russie. Il en devient professeur du piano et directeur, mais en 1871 quitte ses postes et continue ses tournées en tant que pianiste, chef d'orchestre et musicien de chambre notamment avec Henryk Wieniawski. En 1868, alors qu'il allait venir à Paris, il commande à son ami Saint-Saens le deuxième concerto de piano qu'il dirigera, Saint-Saens étant au piano. À son retour en Russie il s'installe à Peterhof et devient de nouveau directeur du conservatoire. En 1885-1886 il donne des « Concerts historiques » à Saint-Pétersbourg, Moscou, Vienne, Paris, Londres, Leipzig, Dresde, Bruxelles, où il interprète presque toutes les œuvres majeures écrites pour piano, de François Couperin jusqu'aux compositeurs russes de la fin du XIXe siècle.

### La fin de sa vie
Anton Rubinstein meurt d'une maladie cardiaque. Il s'est senti toute sa vie comme un étranger : « Les Russes me qualifient d'Allemand, les Allemands de Russe, les juifs de chrétien et les chrétiens de juif. Les pianistes me considèrent comme un compositeur, les compositeurs comme un pianiste, les classiques comme un moderne, les modernes comme un réactionnaire. Ma conclusion est que je ne suis qu'un pitoyable individu ».

## Son œuvre

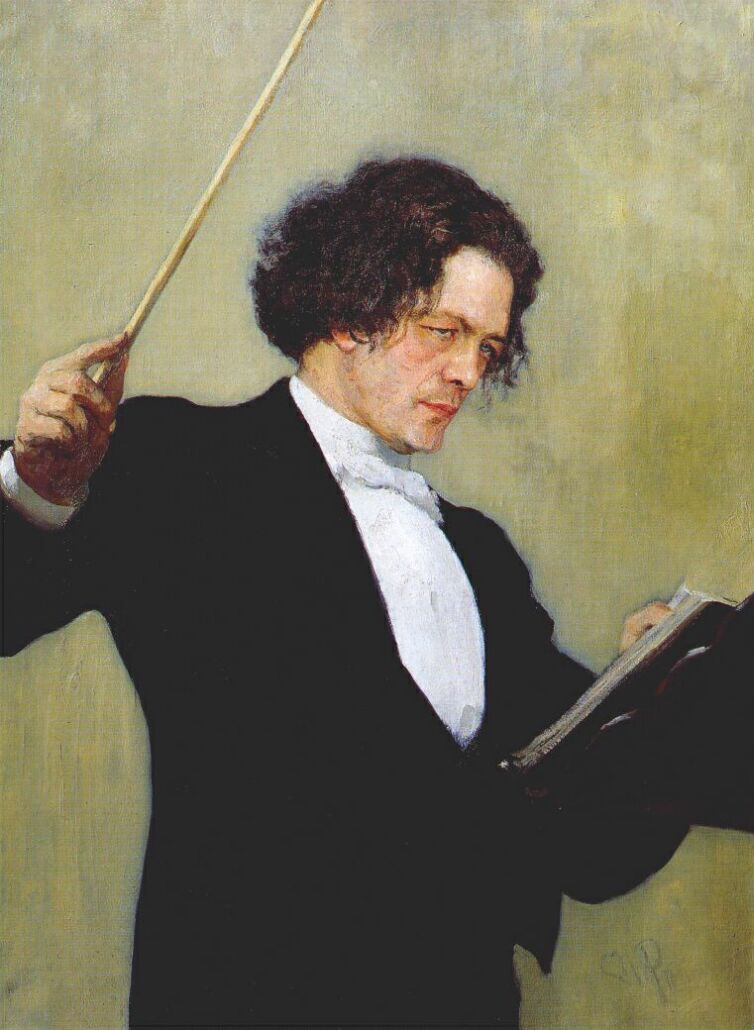
Portrait d'Anton Rubinstein, 1887.

Anton Rubinstein est un compositeur particulièrement prolifique, ayant écrit pas moins de vingt opéras (notamment Le Démon, d'après un poème de Lermontov), cinq concertos pour piano, six symphonies ainsi que de nombreuses pièces pour piano, de la musique de chambre, deux concertos pour violoncelle et un pour violon, sans compter diverses autres œuvres orchestrales (parmi lesquelles on peut citer Don Quichotte).
La musique d'Anton Rubinstein n'a pas les consonances russes du Groupe des Cinq, elle développe au contraire des intonations européennes, ce qui lui vaudra une dispute avec Mili Balakirev ainsi qu'avec d'autres musiciens, qui estimaient que sa position au sein d'une école d'enseignement musical risquait d'être dommageable à la tradition musicale russe. Dans la bouche des nationalistes locaux, ses origines juives jouent contre lui et son frère. Paradoxalement, l'élève le plus célèbre d'Anton Rubinstein, Piotr Ilitch Tchaïkovski est devenu l'archétype du compositeur russe, en tout cas plus que beaucoup d'autres bien qu'il fût le plus occidentalisé.
Après la mort d'Anton Rubinstein, son œuvre commence à être oubliée, même si ses concertos pour piano restent au répertoire européen jusqu'à la Première Guerre mondiale et que diverses pièces sont régulièrement jouées en Russie. N'entrant dans aucune tradition musicale, et, peut-être, manquant d'originalité, la musique de Rubinstein n'a pu faire concurrence avec celle de ses contemporains dont la nouvelle école russe, tels Igor Stravinsky et Sergueï Prokofiev. Anton Rubinstein s'est constamment identifié avec la tradition musicale européenne conservatrice, loin des innovations d'un Richard Wagner ou d'autres compositeurs modernes. Mendelssohn est resté son idole sa vie durant, il jouait régulièrement son œuvre dans ses récitals. Sa propre musique contient des réminiscences de celle de Mendelssohn, Chopin ou de Schumann.
Son œuvre bénéficie d'un certain regain d'intérêt en Russie ainsi qu'à l'extérieur. Parmi ses pièces les plus connues, on peut citer son opéra Le Démon, son quatrième concerto pour piano ainsi que sa seconde symphonie L'Océan.

## Divers
- Anton Rubinstein est le frère du pianiste et compositeur Nikolaï Rubinstein, sans lien de parenté avec le pianiste polonais Arthur Rubinstein.
- La rue de la Trinité, où il demeura à Saint-Pétersbourg (au no 38), a été renommée rue Rubinstein pour le centenaire de la naissance du compositeur en 1929.

## Œuvre

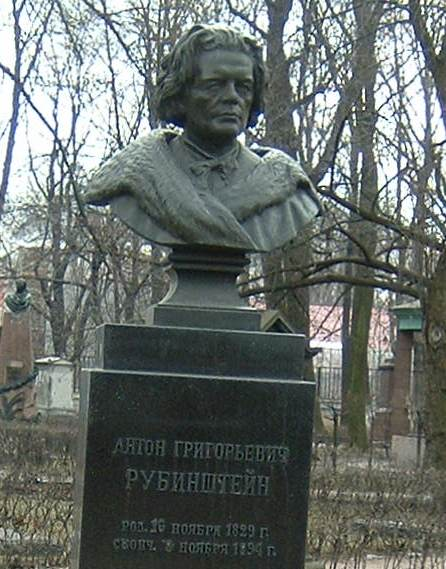
Buste d'Anton Rubinstein sur sa tombe au cimetière Tikhvine de Saint-Pétersbourg.

Anton Rubinstein laisse 200 œuvres musicales.

### Symphonies et œuvres pour orchestre symphonique
- Symphonie no 1 opus 40, en fa majeur
- Symphonie no 2 opus 42, en do majeur « L'Océan »
- Symphonie no 3 opus 56, en la majeur
- Symphonie no 4 opus 95 en ré mineur « Dramatique »
- Symphonie no 5 opus 107, en sol mineur « Russe »
- Symphonie no 6 opus 111, en la mineur
- Ouverture triomphale, opus 43
- Ouverture de Concert, opus 60
- Faust, opus 68
- Ivan IV, opus 79
- Don Quichotte, opus 87
- Fantaisie Héroïque, opus 110
- Antoine et Cléopâtre, opus 116
- Suite, opus 119
- Ouverture Solennelle pour l'inauguration du conservatoire de Saint Petersbourg, opus 120
- Russie, sans opus

### Musique concertante
- Concerto pour violon opus 46, en sol
- Concerto pour violoncelle no 1 opus 65 en la mineur
- Concerto pour violoncelle no 2 opus 96, en ré mineur

#### Concertos pour piano
- Concerto pour piano no 1 opus 25 en mi mineur
- Concerto pour piano no 2 opus 35 en fa majeur
- Concerto pour piano no 3 opus 45 en sol majeur
- Concerto pour piano nº 4 opus 70 en ré mineur
- Fantaisie pour piano avec ou sans orchestre opus 84 en do
- Concerto pour piano no 5 opus 94 en mi bémol majeur (dédié à Charles-Valentin Alkan)
- Concertstück opus 113 en la bémol majeur

### Ballet
- La Vigne, 1882

### Musique de chambre
Musique de chambre avec piano
- Sonate pour piano à quatre mains opus 89
- Sonate pour Violon et Piano no 1 opus 13 en sol majeur
- Sonate pour Violon et Piano no 2 opus 19 en la mineur
- Sonate pour Violon et Piano no 3 opus 98 en si mineur
- Sonate pour Alto et Piano opus 49 en fa mineur
- Deux sonates pour violoncelle et piano opus 18 en ré majeur et opus 39 en sol majeur
- Sonate pour Violoncelle et Piano
- Trio avec piano no 1 opus 15 en fa
- Trio avec piano no 2 opus 15 en sol mineur
- Trio avec piano no 3 opus 52 en si bémol majeur
- Trio avec piano no 4 opus 85 en la majeur
- Trio avec piano no 5 opus 108 en do mineur
- Quatuor pour Piano et cordes opus 66
- Quintette pour piano et vents opus 55 en fa majeur
- Quintette pour piano et cordes opus 99 en sol mineur
- Octuor opus 9 pour piano, cordes et vents (d'après son concerto pour piano et sous-titré Concerto di camera)
- Quintette pour cordes opus 59 en fa majeur (avec une version pour quatuor avec piano)
- Sextuor pour cordes opus 97 en ré majeur
- Trois quatuors, opus 17 (en sol majeur, do mineur et fa majeur)
- Trois quatuors, opus 47 (en mi mineur, si bémol majeur, et ré mineur)
- Deux quatuors, opus 90
- Deux quatuors, opus 106 (en la bémol majeur et fa mineur)

### Piano
- Ondine (étude), op. 1
- Deux mélodies op. 3 - mélodie en fa majeur - (1852)
- Kamenniy-Ostrov, (pièces pour piano), op. 10
- Sonate pour piano no 1 opus 12 en mi mineur
- Sonate pour piano no 2 opus 20 en do mineur
- Sonate pour piano no 3 opus 41 en fa majeur
- Sonate pour piano no 4 opus 100 en la mineur
- Romance et impromptu op. 26 (1854-1858)
- Akrostichon no 1 op. 37 (vers 1856)
- Six soirées à Saint-Pétersbourg, op. 44
- Album de Peterhof, op. 75
- Souvenir de Dresde, op. 118 (1894)

### Opéras
- Dimitri Donskoï, 1850
- Les Chasseurs sibériens, ou Le Quarantième ours, 1852 (en allemand)
- Hadji Abrek, 1853
- Fomka le fou, 1853
- Les Enfants de Steppes, 1861
- Feramors, 1862
- Le Démon, 1871
- Les Maccabées, 1874
- Néron, 1876
- Le Marchand Kalachnikov, 1880
- Parmi les brigands (Unter Räubern), 1883
- Le Perroquet, 1884
- Gorioucha (littéralement: La Malheureuse), 1889

### Oratorios - Opéras sacrés
- Le Paradis perdu, 1856 op. 54
- La Tour de Babel, 1870 op. 80
- Sulamith, 1883
- Moïse, 1892 op.112
- Christus, 1894 op.117

## Discographie

### Musique de chambre
Romance pour Harpe : Marielle Nordmann (harpe), enreg.1999, Lyrinx "L'Âme Slave"
Musique pour Piano : Sérénade Russe, Souvenir de Dresde, Akrostichon n°1, Mélodies...: Joseph Banowetz (piano), enreg.2008, Naxos
Sonates pour Violoncelle et Piano n°1 op.18 & n°2 op.39 : Jiří Bárta (piano), Hamish Milne (violoncelle), enreg.2008, Hypérion
Quintette avec Piano op.55 : Felicia Blumenthal (piano) & membres du New Philharmonic Wind Ensemble, enreg. 1979, Brana (complément = Rimsky-Korsakov : Quintette avec piano)

### Musique concertante
Concerto pour Violon et orchestre op.46 : Nishizaki (violon), Slovak Philharmonic Orchestra dirigé par Michael Halász, enreg. 1985, Naxos (complément = César Cui : Suite concertante pour Violon et orchestre op.25)
Concertos pour Violoncelle et orchestre n°1 op.65 & n°2 op.96 : Werner Thomas (violoncelle), Orchestre Symphonique de Bamberg dirigé par Iouri Aronovitch, enreg. 1989, Koch
Concertos pour Piano et orchestre n°1 à n°5, Caprice Russe op.102 pour Piano et orchestre : Joseph Banowetz (piano), Orchestre Philharmonique Tchécoslovaque de Kosice dirigé par Alfred Walter et l'Orchestre radio-Symphonique de Bratislava dirigé par Robert Stankowsky, enreg. 1991/92/93, Marco Polo
Concerto pour Piano et orchestre n°4 ; 5 Pièces pour Piano seul : Michael Ponti (piano), Philharmonia Hungarica dirigé par Other mar Maga, enreg. 1969, Concerto Royale
Concerto pour piano 2 et 4 Alexandre Paley orchestre symphonique d'état de Russie direction Igor Golovchin disques Delos 2012

### Musique orchestrale
Valse-Caprice, de 1870, version pour orchestre : Orchestre symphonique d'URSS dirigé par Ievgueni Svetlanov, enreg. 1992, Brilliant (compléments : Liadov, Liapounov, Rachmaninov...)
Symphonie n°1 + Ivan le Terrible, tableau musical : Orchestre Philharmonique d'Etat de Kosice, dirigé par Robert Stankowsky, enreg. 1989, Marco Polo
Symphonie n°2 "Océan", op.42 : Orchestre Philharmonique Slovaque dirigé par Stephen Guzenhauser, enreg. 1986, Naxos
Symphonie n°3 op.56 + Fantaisie Héroïque op.110 : Orchestre symphonique de la radio slovaque dirigé par Robert Stankowsky, enreg.1993, Naxos
Symphonie n°4 "Dramatique", op.95 : Orchestre symphonique d'État de Russie dirigé par Igor Golovtchine, enreg. 1993, Russian Disc
Symphonie n°5 op.107 + Dimitri Donskoï, ouverture + Faust, tableau musical : George Enescu State Philharmonic Orchestra dirigé par Horai Andreescu, enreg. 1988, Marco Polo
Symphonie n°6 op.111 ne la mineur : Philharmonia Hungarica dirigé par Gilbert Varga, enreg. 1986, Marco Polo
Ivan le Terrible op.79 + Don Quichotte op.87, tableaux symphoniques : Orchestre symphonique d'État de Russie dirigé par Igor Golovtchine, enreg. 1993, Russian Disc

### Opéras
- Musique de Ballets extraits des opéras Feramors", "Le Démon", "Néron : Orchestre Philharmonique de Bratislava dirigé par Michael Halász, enreg. 1986, Marco Polo

- Danse des Fiancées de Cachemire, extraite de l'opéra Feramors : Orchestre Symphonique de Londres dirigé par Richard Bonynge, enreg. 1969, Decca "Fête du Ballet"

- Le Démon, opéra en 3 actes, de 1875 : Silins, Mescheriakova, solistes, chœurs et Orchestre Symphonique de Vienne, dirigés par Vladimir Fedosseïev, enreg. 1997, Koch